# Усо
Усо (итал. Usseaux) је насеље у Италији у округу Торино, региону Пијемонт.
Према процени из 2011. у насељу је живело 56 становника. Насеље се налази на надморској висини од 1440 м.

## Становништво
Према резултатима пописа становништва 2011. у општини је живело 185 становника.
| 1931. | 1936. | 1951. | 1961. | 1971. | 1981. | 1991. | 2001. | 2011. |
| ----- | ----- | ----- | ----- | ----- | ----- | ----- | ----- | ----- |
| 708   | 553   | 508   | 441   | 336   | 255   | 231   | 204   | 185   |